# Parc des vestiges de la muraille Yuan de Dadu
Le Parc des vestiges de la muraille Yuan de Dadu' chinois : 元大都城垣遗址公园 ; pinyin : yuán dàdū chéngyuán yízhǐ yuán est un parc situé à cheval sur les districts de Chaoyang et de Haidian à Pékin, capitale de la république populaire de Chine. Il s'agit d'un parc contenant des vestiges de la cité de Khanbalik (ou Yuan Dadu), sous la dynastie mongole des Yuan, établie comme capitale par Kubilai Khan vers 1270, ancienne capitale des Khitans. Elle est également appelée Tucheng (土城, tǔchéng, « ville de terre »), à Pékin.

## Introduction
Les constructions de cette ville au début de la dynastie Yuan sont faites entre 1267 et 1276. Le mur d'enceinte situé au Nord de Dadu a été déplacé vers le Sud, au début de la dynastie Ming, afin d'empêcher de sortir de la ville. La municipalité de Pékin a classé ces vestiges sur la liste de protection du patrimoine de Pékin (zh) en 1957. Le 25 septembre 1975, l'arrondissement de Chaoyang fonde l'équipe de reboisement de Tucheng (土城绿化队), Le 10 mars 1988, le gouvernement populaire de la ville de Pékin crée un accord de construction d'un parc sous l'appellation actuelle.
En 2006, les vestiges sont inscrits sur la 6e liste des sites historiques et culturels majeurs protégés au niveau national.

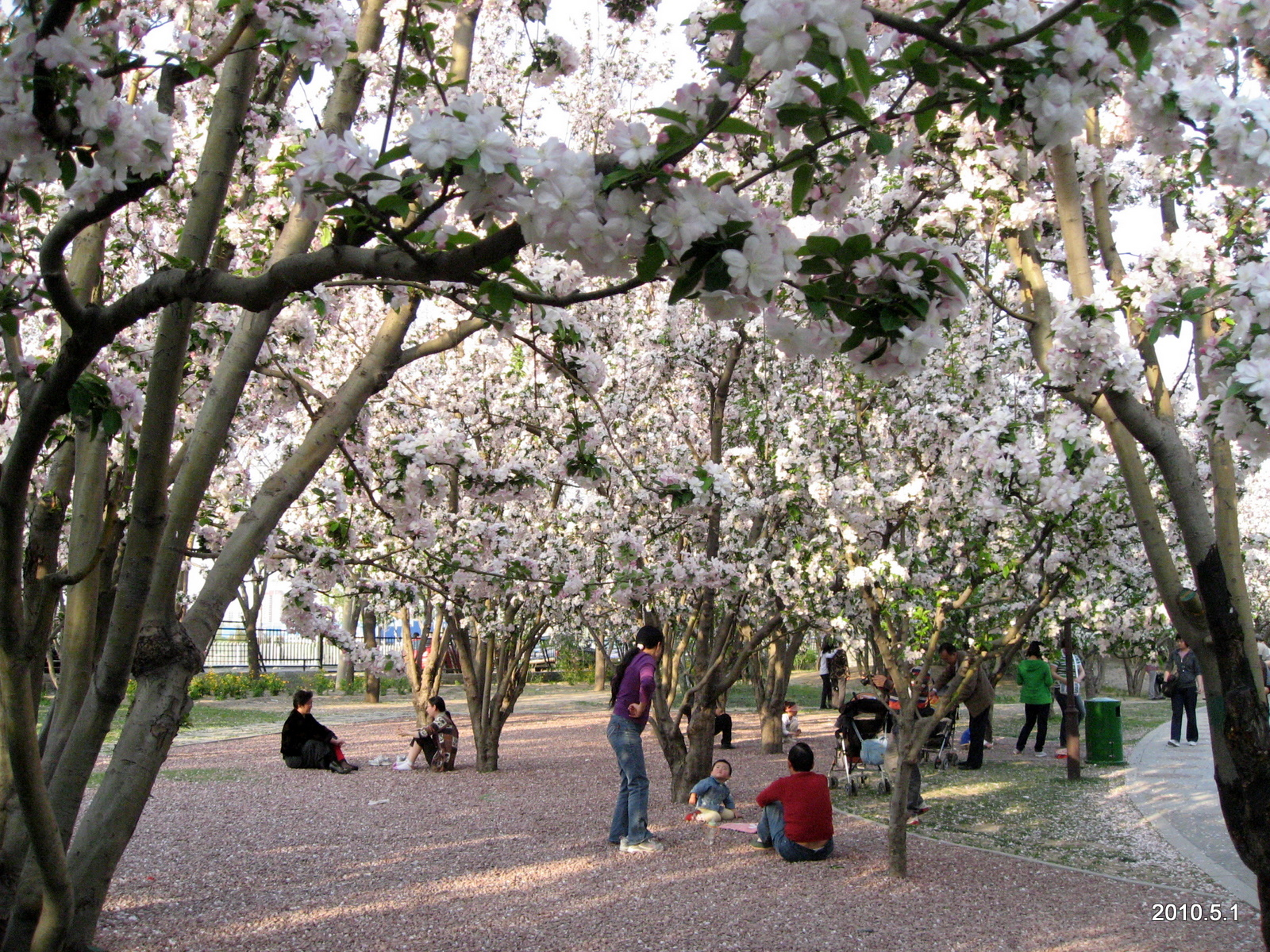
Cognassiers en fleurs dans le parc

De début à mi-avril, les arbres du parc, que l'on appelle en Europe, des cognassiers du Japon, sont en fleur donnant une atmosphère rose au parc.

## Stèle Jimen Yanshu

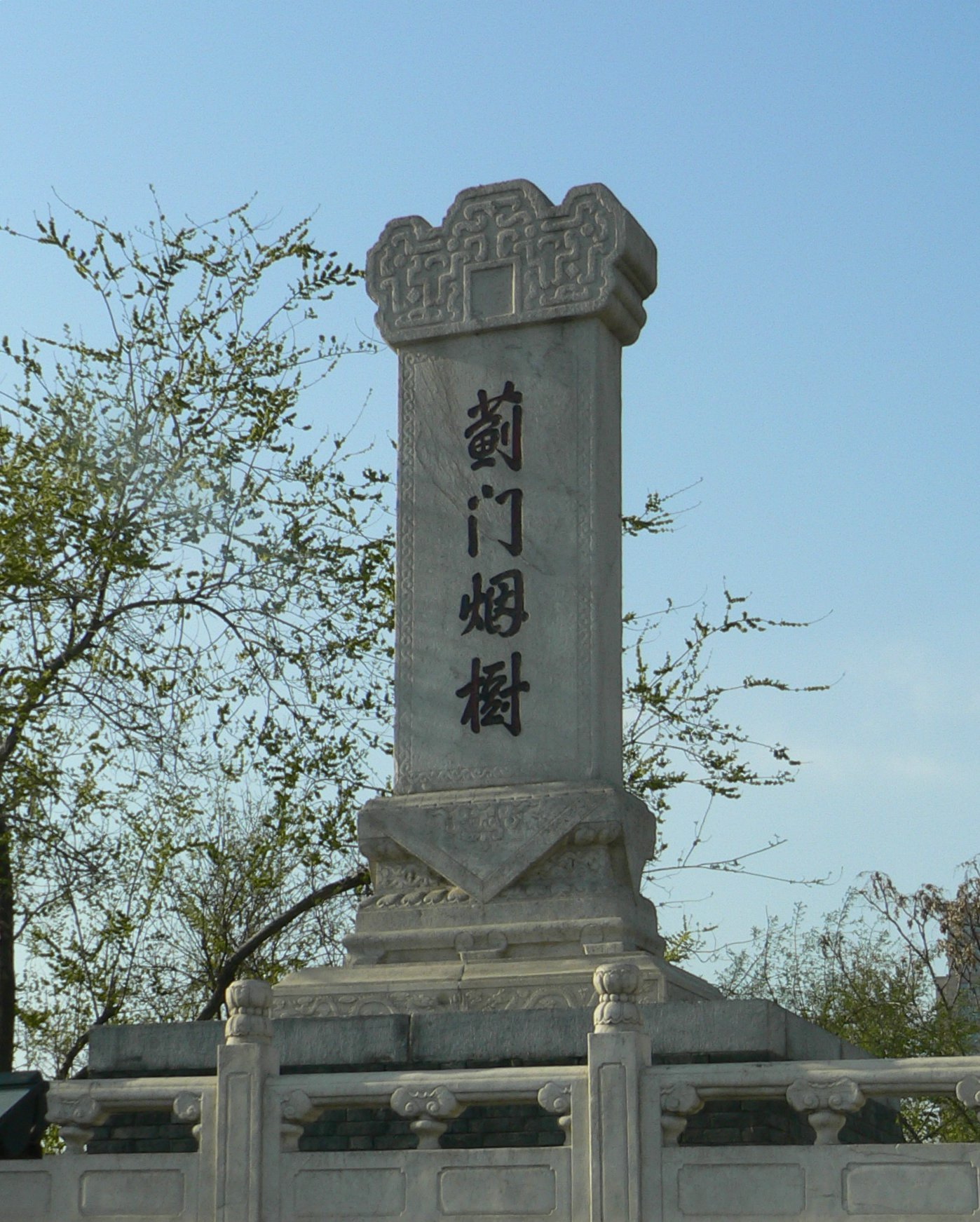
stèle Jimen Yanshu

La stèle Jimen Yanshu chinois : 蓟门烟树碑 ; pinyin : jìmén yānshù bēi, située au Nord du parc, y est placé en la 15e année de l'ère Qianlong, en 1750, sous la dynastie Qing. C'est un des Huit paysages de Yanjing (zh) (燕京八景), créés par l'empereur Qing Qianlong.

## Accès
Il est accessible, sur la ligne 10 du métro de Pékin, par les stations Jiandemen (健德门), Mudanyuan (牡丹园) et Xitucheng (西土城).